# Abou Doulaf
Abū Dūlaf Mis'ar ibn Muhalhil al-Yanbū’ī al-Khazrajī est un voyageur et poète arabe du Xe siècle. Il a participé à la rédaction du Shâh nâmâ de Ferdowsi[réf. souhaitée], qu'il fit connaître dans le monde arabe. Il décrit en 999 ses voyages dans son ouvrage Les merveilles des pays.

## Biographie
Abou Doulaf nait à Yanbu[réf. souhaitée] au Xe siècle, et faisait partie de l'administration Bouyides.
L' Encyclopédie de l'Islam mentionne l'apparition d'Abou Doulaf à Boukhara vers la fin du règne de Nasr ibn Ahmad et situe ses voyages en Perse dans les années 943-952.Son contemporain Abu Mansur al-Tha'alibi le mentionne dans sa Yatīmat al-dahr en tant que grand voyageur.
Son protecteur au Sistan aurait été Abu Jafar Muhammad ibn Ahmad ou peut-être l'émir des Saffarides Abu Jafar Muhammad ibn Kalaf ibn Layt qui règne de 942 à 963.

## Œuvres
Abū Doulaf est l'auteur d'au moins deux récits de voyages risāla  et d'un poème (qaṣida). Sa qaṣīda nous est parvenue par l'intermédiaire de l'anthologie d'Abū Manṣūr al-Thaʻālibī, la Yatīmat al-dahr .
Son premier récit de voyage en Asie centrale, a été repris presque intégralement dans les dictionnaires géographiques de Yāqūt s'intitulant Mu‘jam al-buldān et celui de  Zakarīyyā ibn Muḥammad al-Qazwīnī portant le nom de Kitāb ‘ ajā'ib al-makhlūqāt wa-gharā'ib al-mawjūdā.
En plus de l’attachement qu’il portait à ses périples, il aurait entretenu un contact avec le peuple et fut à l'initiative de deux risāla-s ou épîtres. La première épopée apporte des informations sur les us et coutumes des tribus turques ainsi que des steppes d'Asie, à l'exemple des Kirghizes et Kimek. La seconde risāla décrit les routes et l’espace humain, naturel de la Perse.
Selon les historiens, elle transmet des aspects géographiques fiables et plausibles en comparaison avec des ouvrages ultérieurs et notamment en s'appuyant sur les écrits  topographiques – relativement comparables – du célèbre voyageur Ibn Baṭṭūṭa. Les sources remettent cependant en question son premier récit le qualifiant de voyage imaginaire. L'historiographie critique par ailleurs sa véracité, en raison d'un schéma littéraire jugé chimérique.

Abū Dūlaf est également l'auteur d'un poème qui apporte un discours sur les pratiques sociales de la pègre, des stratégies fallacieuses de certains groupes de mendiants ou encore des prédicateurs de rue Il évoque particulièrement le groupe social assigné comme les Banū Sāsān (les fils de Sassan)  dans son poème éponyme al-Qaṣīda al-sāsāniyya.